# José Antonio Carrasco
Jose Antonio Carrasco Ramirez (Madrid, 8 september 1980) is een Spaans wielrenner. Hij won als eliterenner zonder contact een aantal kleinere Spaanse rittenkoersen, waarna hij in 2008 in dienst werd genomen door Andalucía-Cajasur.

## Belangrijkste overwinningen
geen

## Grote rondes
Eindklasseringen in grote rondes, met tussen haakjes het aantal etappeoverwinningen.
| Jaar | Ronde van Italië | Ronde van Frankrijk | Ronde van Spanje |
| ---- | ---------------- | ------------------- | ---------------- |
| 2008 |                  |                     | 65e              |